# Cardioscarta albigutta
Cardioscarta albigutta är en insektsart som beskrevs av Walker 1851. Cardioscarta albigutta ingår i släktet Cardioscarta och familjen dvärgstritar.